# Raffaele Aurisicchio
Raffaele Aurisicchio (12 de diciembre de 1953 - 1 de junio de 2024) fue un sindicalista y político italiano. Miembro de los Demócratas de Izquierda y de la Izquierda Democrática, fue diputado en la Cámara de Diputados de Italia desde 2006 hasta 2008.

## Biografía
En 1999, fue candidato a la Presidencia de la Provincia de Avellino, llegando a la segunda vuelta pero no resultó elegido.
Desde 1999 hasta 2004, ocupó el cargo de Jefe de Grupo de los Demócratas de Izquierda en el Consejo provincial de Avellino. Desde el 12 de diciembre de 1999 hasta el 9 de septiembre de 2006, fue Secretario provincial de los Demócratas de Izquierda.
Fue elegido a la Cámara de Diputados de Italia en abril de 2006 en la lista de L'Ulivo, convirtiéndose en miembro de la V Comisión de Presupuesto, Tesoro y Programación de la Cámara de Diputados.
En el IV Congreso de los Demócratas de Izquierda apoyó la corriente "A la izquierda por el socialismo europeo" y en mayo de 2007 se unió al movimiento político Izquierda Ecología Libertad.
Desde el 16 de mayo de 2007, se afilió al Grupo Parlamentario de Sinistra Democratica y fue jefe de grupo de SD en la V Comisión.
En las elecciones generales de 2008, fue candidato en la circunscripción de Campania 2 en el segundo lugar de la lista de La Izquierda - El Arco Iris, pero no resultó elegido porque la lista no superó el umbral del 4%.
Después del congreso del movimiento político Sinistra Democratica en Chianciano Terme, fue nombrado en la dirección nacional del mismo movimiento. Tras el congreso de Sinistra Ecologia e Libertà en Florencia en 2010, fue nombrado en la Asamblea Nacional del partido. Desde el 13 de julio de 2013, fue coordinador provincial de Sinistra Ecologia Libertà en Avellino.
En 2017, tras la disolución de SEL, se unió a la Izquierda Italiana. El 23 de marzo de 2021, fue elegido Presidente de la Asamblea Regional de SI en Campania.